# EverBank Stadium
Le EverBank Stadium (auparavant Jacksonville Municipal Stadium, Alltel Stadium, EverBank Field et TIAA Bank Field) est un stade de football américain situé à Jacksonville, dans l'État de Floride, aux États-Unis d’Amérique.
Depuis 1995, il est principalement utilisé par la franchise locale de la NFL, les Jaguars de Jacksonville, qui évoluent dans la division sud de la American Football Conference. La capacité du stade est de 67 814 places pour les matchs de saison régulière à domicile des Jaguars et plus de 82 000 pour les événements importants comme le Super Bowl ou le Gator Bowl. Le stade repose sur 40 000 m2 de terrain et possède 75 suites de luxe, 11 000 sièges de club et 6 000 places de parking.

## Histoire
Le Jacksonville Municipal Stadium fut inauguré le 18 août 1995 et il a coûté 134 millions $ USD dont 60 millions $ ont été payés par la ville de Jacksonville. Il a organisé le Super Bowl XXXIX le 6 février 2005 puis il accueille annuellement le Gator Bowl depuis 1996. 
Quand les Jaguars de Jacksonville ont joué leur premier mach au stade en 1995, ils sont devenus la première équipe à jouer dans un nouveau stade dans les années 1990. En 1990, la NFL a annoncé qu'elle augmenterait la ligue à 30 équipes pour le début de la saison 1995. Espérant accueillir la nouvelle équipe, le conseil municipal de Jacksonville a voté pour engager 60 millions $ USD afin de rénover le Gator Bowl Stadium, dépendant de la ville et qui allait être attribué à la nouvelle équipe de football américain. En novembre 1993, la NFL a attribué à Jacksonville la nouvelle équipe d'expansion. Au lieu de rénover le Gator Bowl Stadium, la ville a décidé de démolir 90 % du stade pour en construire un nouveau sur le même emplacement. Accompli en juste 19 mois, le stade fut inauguré en 1995.
À l'origine appelé Jacksonville Municipal Stadium, les Jaguars ont joué leur premier match au stade le 18 août 1995. Il dispose de 73 000 sièges bleus. Deux écrans géant sont situés aux deux extrémités du stade. En 1997, Alltel Communications a acheté les droits d'appellation du stade, qui par la suite prit le nom de Alltel Stadium. Le stade a beaucoup d'agréments, en comprenant 11 000 sièges de club et deux Touchdown Clubs qui fournissent à plus de 6 000 mètres carrés de confort climatisé avec une variété de choix de nourriture et de boisson. Le Jacksonville Municipal Stadium accueille beaucoup d'autres événements autres que les matchs des Jaguars, y compris le Gator Bowl et des concerts.
Scott Loft avait présenté aux médias la réduction de la capacité du stade de ses 76 877 places courantes à 67 164 pour les Jaguars lors de la saison 2005. Cela signifiait que 9 713 sièges ont été mis hors-service.
Le 29 septembre 2007 85 412 spectateurs assistèrent au "River City Showdown" entre les Seminoles de Florida State et le Crimson Tide de l'Alabama. Ce fut le record d'affluence dans le Jacksonville Municipal Stadium.
En 2010, le stade est renommé du nom du sponsor EverBank, et devient donc l'EverBank Field, l'accord expire en 2015.
Au début de l'année 2018, les droits d'appellation reviennent à l'entreprise TIAA.
Les Jaguars de Jacksonville annoncent le retour au nom Everbank Stadium à partir de septembre 2023.

## Événements
- Rivalité Florida-Georgia en NCAA, depuis 1996.
- Gator Bowl, depuis 1996.
- Super Bowl XXXIX, 6 février 2005.
- ACC Championship Game, 2005 à 2007.
- River City Showdown, depuis 2007.
- All Elite Wrestling, Daily's Place, de 2020 à 2021.

## Galerie

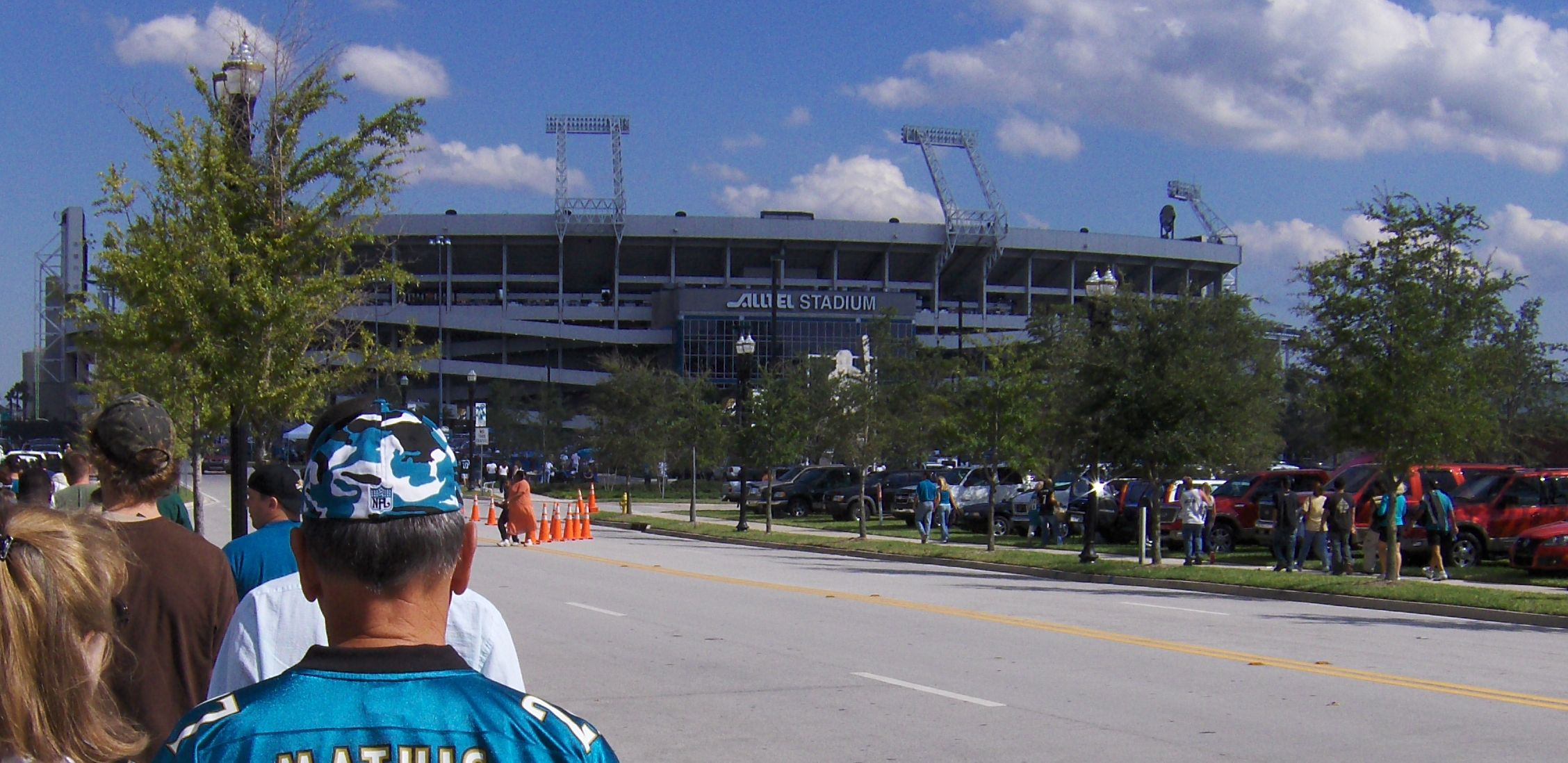
En 2006
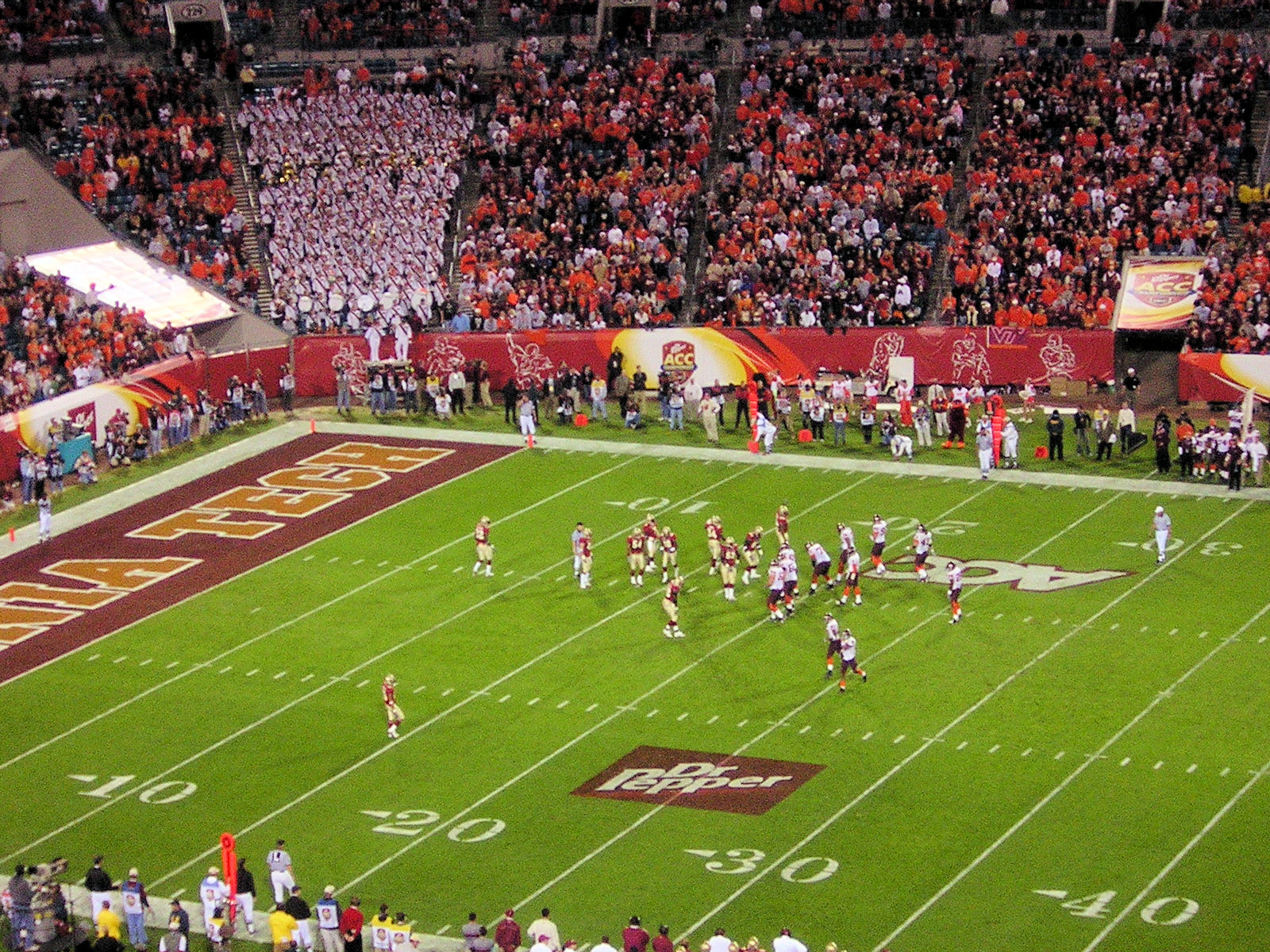
ACC Championship Game
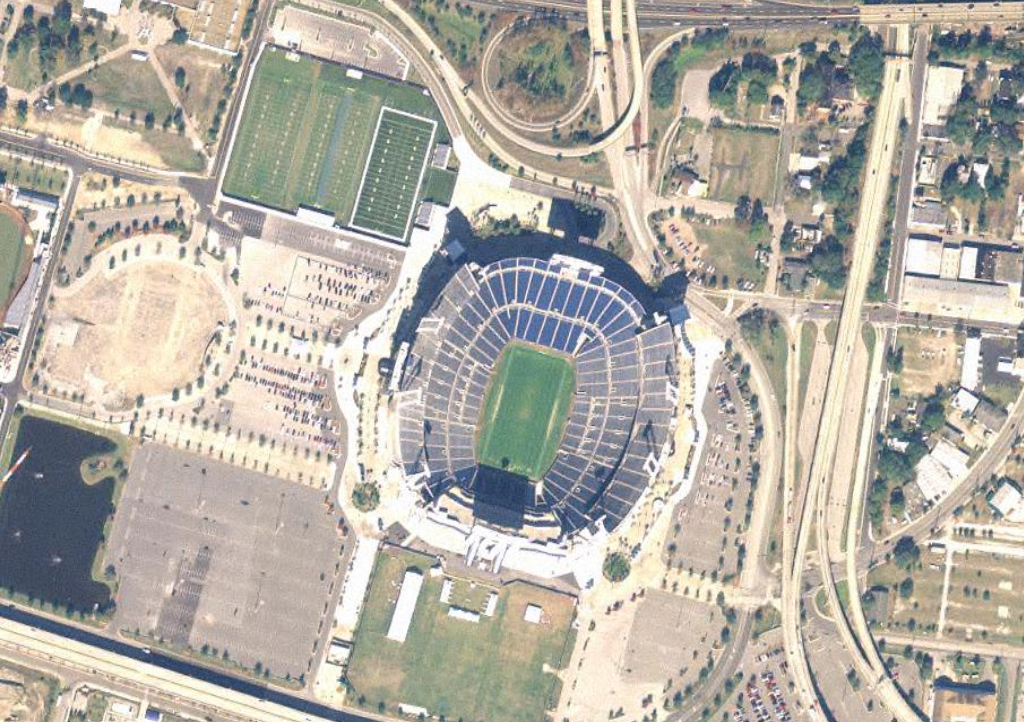
Image satellite
Ancien logo